# Pawieł Urysohn
Pawieł Samuiłowicz Urysohn, Uryson (ros. Павел Самуилович Урысон, ur. 3 lutego 1898 w Odessie, zm. 17 sierpnia 1924 w Batz-sur-Mer) – rosyjski matematyk pracujący głównie w dziedzinie topologii.

## Życiorys
Wniósł trwały wkład do teorii wymiaru (na jego cześć jedno z pojęć tej teorii nosi nazwę wymiaru Mengera-Urysohna), teorii przestrzeni normalnych, gdzie dowiódł twierdzenia, zwanego dziś lematem Urysohna oraz twierdzenia o metryzowalności przestrzeni regularnych (regularna przestrzeń Hausdorffa, która ma bazę przeliczalną jest metryzowalna); jest również autorem twierdzenia o zanurzaniu przestrzeni metrycznych w kostkę Hilberta (zob. twierdzenia o metryzacji). Od jego nazwiska nazwę wzięły przestrzenie Urysohna i przestrzenie Frécheta-Urysohna.
W latach 1915–1921 studiował na Uniwersytecie w Moskwie, przez kolejne trzy lata pracował tam na stanowisku asystenta profesora. Utonął podczas kąpieli u wybrzeży Bretanii niedaleko Batz-sur-Mer, gdzie został pochowany.

## Upamiętnienie
W roku 2000 Komisja Nazewnictwa Międzynarodowej Unii Astronomicznej nadała imię Urysohna odkrytej w roku 1997 planetoidzie nr 13673.